# Benzaldehyde
Benzaldehyde (C6H5CHO) is een organische verbinding bestaande uit een benzeenring met een aldehydesubstituent. Het is de eenvoudigste aromatische aldehyde en een van de meest gebruikte in de chemische industrie. Bij kamertemperatuur is het een kleurloze vloeistof met een karakteristieke amandelgeur: benzaldehyde is het belangrijkste bestanddeel in de geur van amandelen. Het is een hoofdbestanddeel van bittere amandelolie en kan onttrokken worden uit een aantal natuurlijke bronnen waar het in voorkomt, waaronder abrikozen, kersen, laurierbladeren, perzikzaden en als amygdaline in bepaalde noten en zaden. Benzaldehyde wordt tegenwoordig vooral gemaakt uit tolueen via een aantal verschillende syntheseroutes.

## Synthese
Benzaldehyde wordt onder andere bereid uit directe oxidatie van tolueen met mangaan(IV)oxide, mangaan(IV)peroxodisulfaat, kaliumpermanganaat of ammoniumperoxodisulfaat. De kaliumpermanganaat-methode heeft als nadeel dat deze stochiometrisch juist moet worden uitgebalanceerd, omdat er anders veel tussen- of vervolgproducten, zoals benzoëzuur, worden gevormd. Mangaan(IV)oxide-oxidatie is reactie-specifieker, maar deze geeft doorgaans niet een erg hoge opbrengst. De beste resultaten zijn behaald met het gebruik van peroxodisulfaat-zouten.
Er zijn ook een aantal syntheseroutes die niet meer worden gebruikt, waaronder partiële oxidatie van benzylalcohol of behandeling van benzoylchloride met base en de reactie van benzeen met koolstofmonoxide. In de industrie wordt de partiële oxidatie van tolueen nog steeds het meest toegepast, omdat deze het goedkoopste en meest direct is.

## Reacties
Benzaldehyde wordt eenvoudig geoxideerd tot benzoëzuur. Benzylalcohol kan gevormd worden door hydrogenering van benzaldehyde of door het te behandelen met kaliumhydroxide. De reactie van benzaldehyde met natriumacetaat en azijnzuuranhydride geeft kaneelzuur.
Benzaldehyde kan in geconcentreerde base disproportionering ondergaan (Cannizzaroreactie): een molecule benzaldehyde wordt gereduceerd naar het overeenkomstige alcohol (benzylalcohol), terwijl een andere molecule geoxideerd wordt tot het zout van een carbonzuur. De snelheid van deze reactie hangt af van de substituenten die aanwezig zijn op de aromatische ring.
Twee moleculen benzaldehyde kunnen in aanwezigheid van cyanide als katalysator condenseren tot benzoïne.
De synthese van amandelzuur start met benzaldehyde, waar waterstofcyanide aan toe wordt gevoegd. Daarna wordt het gevormde nitril gehydrolyseerd tot een racemisch mengsel van amandelzuur.

## Toepassingen
Hoewel benzaldehyde vaak gebruikt wordt als industrieel oplosmiddel, wordt het vooral gebruikt in de synthese van andere organische verbindingen, variërend van geneesmiddelen tot plasticadditieven. Het is ook een belangrijk tussenproduct in de synthese van geur- en smaakstoffen, en in de productie van bepaalde anilinekleurstoffen.
Vanwege de sterke amandelgeur wordt het als geur- en smaakstof in parfum, cosmetica en levensmiddelen gebruikt. Het FEMA-nummer is 2127.